# Élanion d'Australie
Vous lisez un « bon article » labellisé en 2013.
Elanus axillaris
Espèce
Synonymes
- Falco axillaris Latham, 1802 (protonyme)

Statut de conservation UICN

 LC  : Préoccupation mineure
Statut CITES
L'Élanion d'Australie (Elanus axillaris) est une espèce d'oiseaux de la famille des Accipitridés. C'est un petit rapace qui mesure 35-38 cm de long avec une envergure de 80-95 cm. L'oiseau est gracieux, principalement gris pâle et blanc, avec des épaules noires et des yeux rouges. Le cri d'appel est un sifflement clair, que l'oiseau produit en volant ou en planant.
L'Élanion d'Australie forme des couples monogames, qui se reproduisent entre août et janvier. Les oiseaux se livrent à des parades nuptiales aériennes qui impliquent des hauts vols et un échange aérien de nourriture rituel. La femelle pond trois ou quatre œufs qu'elle couve pendant une trentaine de jours. Le plumage des jeunes est complet au bout des cinq semaines suivant l'éclosion et les poussins peuvent chasser les souris dans la semaine de la sortie du nid. Les juvéniles se dispersent alors largement depuis le territoire familial.
Comme tous les Elaninae, l'Élanion d'Australie est un prédateur spécialisé des rongeurs, qu'il chasse seul ou en couple en planant dans les airs au-dessus des terrains dégagés. Bien que cet élanion vive dans tous les habitats ouverts de l'Australie, il est plus fréquent dans le sud-est et le sud-ouest du continent. Il privilégie les prairies ouvertes avec des arbres clairsemés et est souvent aperçu chassant le long des routes. L'espèce est considérée comme de « préoccupation mineure » par l'Union internationale pour la conservation de la nature.

## Description

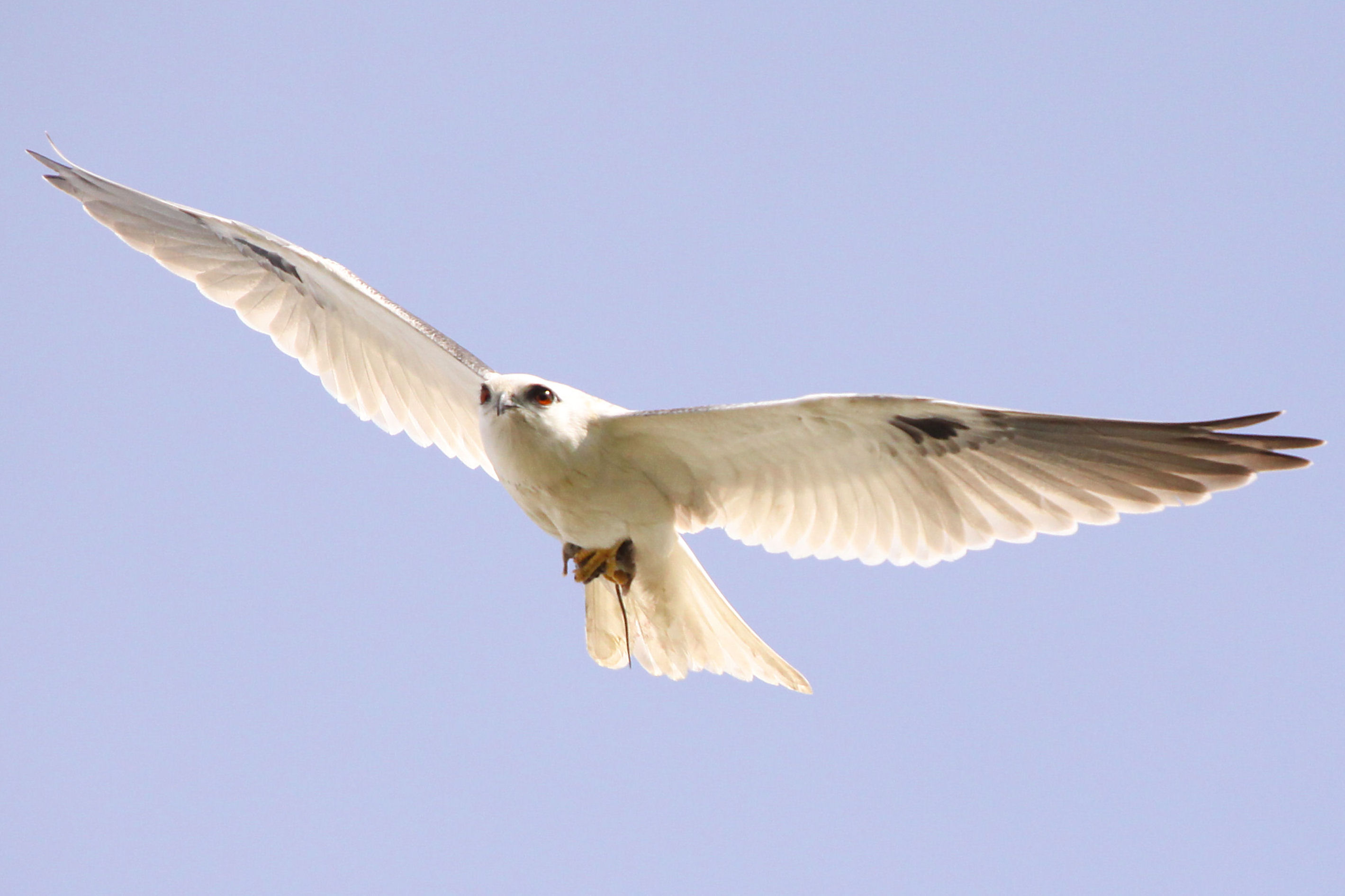
Les motifs sombres sur les ailes sont bien visibles en vol.

### Plumage et mensurations
L'Élanion d'Australie mesure de 35 à 38 centimètres de long pour une envergure de 80 à 95 centimètres et un poids moyen de 291 grammes. Les adultes sont d'un gris très pâle avec la tête et le ventre blancs. Le bord d'attaque de la partie interne de l'aile est noir, ce qui donne une impression d'épaules noires. Les yeux sont rouges, avec une « virgule » noire s'étendant derrière les yeux. La queue est carrée, le corps fuselé et aérodynamique. Le bec est noir, court et crochu. Les narines et la cire sont jaune vif. Les pattes et les doigts sont également jaunes, les serres sont anisodactyles. Les sexes sont semblables, les femelles étant seulement un peu plus grandes que les mâles, bien que ceux-ci puissent être jusqu'à 15 % plus lourds.
Les jeunes ont un plumage globalement similaire à celui des adultes mais leur tête et le haut de la poitrine arborent une teinte brun roux, et le dos et les ailes sont tachetés de chamois ou de brun, avec des plumes aux pointes blanches. Les yeux des jeunes oiseaux sont bruns.

### Espèces similaires

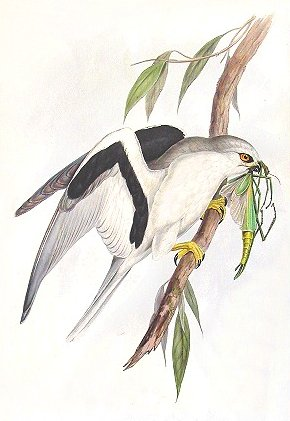
Élanion lettré par John Gould.

L'Élanion d'Australie est très semblable à ses proches parents. L'Élanion à queue blanche (E. leucurus) peuple le continent américain, et l'Élanion blac (E. caeruleus) l'Europe et l'Afrique. Un risque de confusion existe avec l'Élanion lettré (E. scriptus) qui vit en Australie, mais l'Élanion d'Australie a une marque noire au-dessus et en arrière de l'œil qui le distingue de cet oiseau. Il a également une calotte blanche quand celle de l'Élanion lettré est grise, et le dessous de l'aile est entièrement blanc en vol, à l'exception des épaules noires et du bout des ailes sombre.

## Écologie et comportement

### Vocalisations et locomotion
L'Élanion d'Australie est généralement silencieux, sauf pendant la saison de reproduction où ses appels, bien que faibles, peuvent être insistants. Il émet principalement un sifflement clair « tchi, tchi, tchi », en volant ou en planant, ainsi qu'un rauque « skri-ah » quand il est perché. Le cri d'appel peut être confondu avec celui de la Mouette argentée (Chroicocephalus novaehollandiae). Le cri de contact au sein d'un couple est un sifflement aigu, tandis que les femelles communiquent avec les grands jeunes par des raclements durs, et avec les plus jeunes par un croassement grave et doux. Une certaine variété d'appels différents ont été enregistrés chez des oiseaux captifs, dont des vocalisations dures ou harmoniques, des bavardages et des sifflements. Les cris rudes étaient émis par l'oiseau effrayé ou agité, les sifflements dans des contextes divers, parfois monotonement, et des bavardages de courte durée produits quand un oiseau apercevait un homme près de la cage.
L'Élanion d'Australie monte et descend en spirale dans les airs comme le ferait une crécerelle. Il monte avec les ailes incurvées en « V », les primaires légèrement écartées et la queue largement déployée. Le vol est composé de légères pulsations régulières, entrecoupées de longues glisses. Le plus souvent, l'oiseau est en vol stationnaire avec les ailes et la queue recourbées vers le bas.

### Comportement social
L'Élanion d'Australie chasse habituellement seul ou en couple mais, là où la nourriture est abondante, les oiseaux se rassemblent en petits groupes familiaux qui peuvent être quelque peu grégaires, avec un maximum de 70 oiseaux signalés se nourrissant ensemble lors d'une pullulation de souris. Les oiseaux se regroupent dans des dortoirs collectifs, comme les autres espèces du genre Elanus. Ces rapaces sont territoriaux lorsque la nourriture n'est pas abondante. À l'atterrissage, l'oiseau lève la queue et l'abaisse de manière persistante, peut-être pour marquer sa dominance sur le territoire. Les Élanions d'Australie peuvent se livrer à des affrontements aériens sur les frontières de leurs territoires, les deux adversaires s'attrapant mutuellement les serres.

### Alimentation

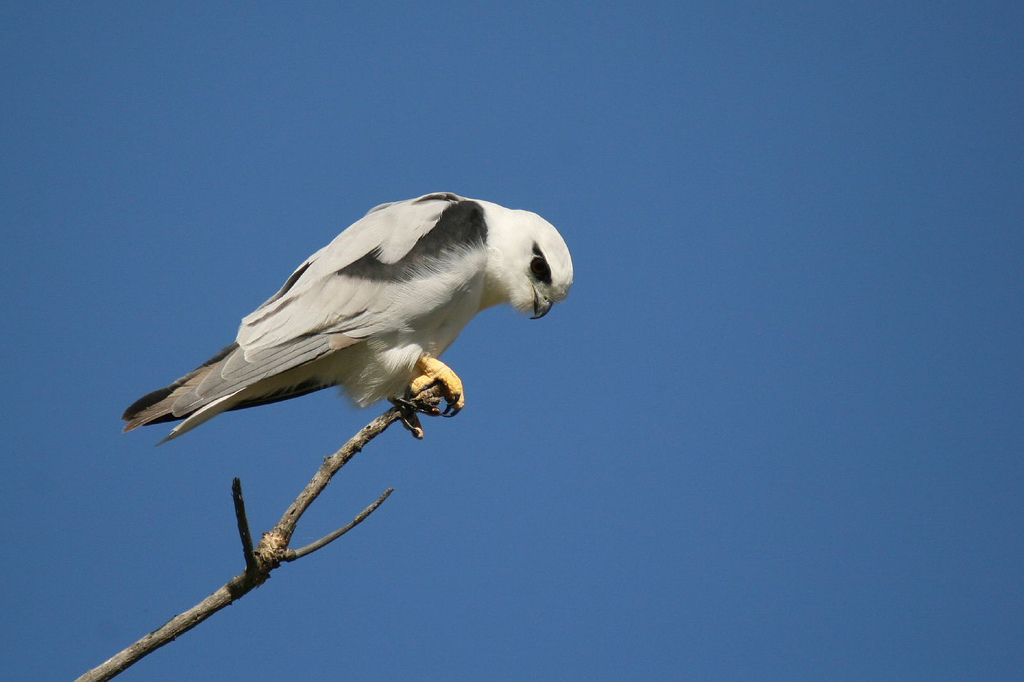
Un oiseau guettant depuis un perchoir.

Les Élanions d'Australie se nourrissent presque exclusivement de souris, et sont devenus des prédateurs spécialisés de la Souris domestique (Mus musculus), suivant souvent les pullulations dans les zones rurales. Ils attrapent  lorsqu'ils en ont l'occasion d'autres animaux de taille modérée, dont des criquets, des rats, de petits reptiles, des oiseaux, et même (très rarement) des lapins. Les souris et autres mammifères de taille équivalente représentent plus de 90 % de leur alimentation. Leur influence sur les populations de souris est probablement significative : chaque adulte tue deux ou trois souris par jour s'il le peut, soit un millier de souris par an. On a observé un mâle rapportant en une heure pas moins de 14 souris au nid, où l'attendaient ses jeunes. Dans une autre étude, une femelle a rapporté au nid un lapin aux trois quarts de sa taille adulte, une proie très lourde pour un oiseau de cette taille.
Comme les autres Elaninae, l'Élanion d'Australie chasse en se cantonnant à une parcelle de prairie pour chercher les petits animaux constituant son repas. Il peut surveiller la zone depuis un perchoir, mais cherche le plus souvent ses proies en planant dans les airs. En chasse, il plane avec son corps suspendu presque à la verticale et la tête dégagée pour observer le sol ; contrairement à la Crécerelle d'Australie (Falco cenchroides), l'Élanion d'Australie ne fait aucun mouvement de côté, même par vent fort. L'étude d'un couple nicheur a noté que le mâle passait 82 % du temps de recherche en l'air. En règle générale, l'élanion fait du vol stationnaire 10 à 12 mètres au-dessus d'un endroit particulier, scrutant attentivement, parfois pendant quelques secondes seulement mais souvent pendant une minute ou plus, puis glisse rapidement à un nouveau point de vue et s'arrête à nouveau. Lorsqu'il observe depuis un perchoir, il privilégie les arbres morts. Comme d'autres élanions du genre Elanus, l'Élanion d'Australie saisit les branches verticales avec une patte de chaque côté, ce qui lui permet de se maintenir en position stable sur des branches relativement fines. Bien que le vol stationnaire soit la méthode de chasse la plus courante, les élanions peuvent passer jusqu'à une heure à chercher leur nourriture depuis un perchoir.

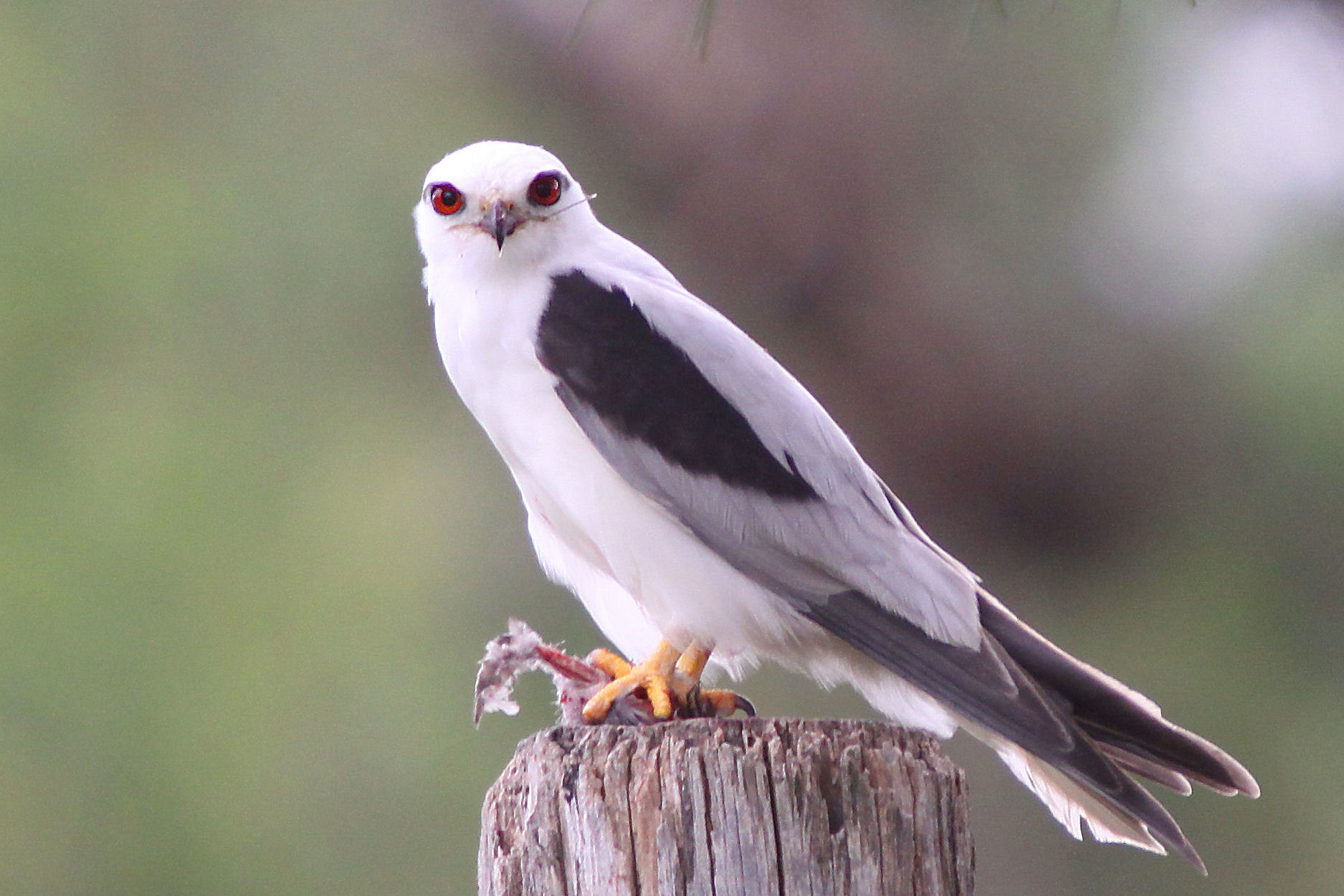
Un oiseau mature avec une proie.

Quand une souris ou une autre proie est repérée, l'élanion descend silencieusement dessus, les pattes en avant et les ailes relevées ;  parfois en une seule descente jusqu'au niveau du sol, le plus souvent en deux ou plusieurs étapes, avec des pauses planées à des hauteurs intermédiaires. Il saisit la proie dans ses serres et près des trois quarts des attaques sont couronnées de succès. Les proies peuvent être consommées en vol ou rapportées à un perchoir. Les oiseaux utilisent toujours le même perchoir pour manger, sous lequel s'accumulent les restes. L'Élanion d'Australie est un oiseau diurne, préférant chasser pendant la journée, surtout tôt dans le matin et au milieu de l'après-midi, et chasse parfois en couple. La chasse, en dehors des périodes de reproduction et des périodes où les proies sont abondantes, connaît des pics d'activité crépusculaires, ce qui correspond peut-être à l'activité des souris.

### Reproduction
Lors des parades nuptiales, les deux partenaires volent haut dans les airs en décrivant des cercles, le mâle pouvant voler lentement avec les ailes exagérément rigides, comportement communément connu sous le nom de « vol de papillon ». Le mâle en parade plonge sur la femelle, et lui donne à manger en plein vol. La femelle attrape la nourriture dans les serres du mâle avec les siennes tout en volant sur le dos. Ils peuvent alors s'attraper les serres et se laisser chuter pour se lâcher juste avant de se poser au sol. Chaque élément de la parade nuptiale est accompagné par des cris d'appel constants.
Les Élanions d'Australie forment des couples monogames. La saison de reproduction s'étale généralement d'août à janvier, mais est sensible aux populations de souris, et certains couples se reproduisent deux fois lors des bonnes saisons. Les deux parents construisent le nid, qui est une grande coupe profonde constituée de bâtons désordonnés et généralement placée dans le feuillage, près de la cime des arbres. Sa construction prend environ deux semaines. Le nid est construit à partir de fines brindilles et mesure environ 28 à 38 cm à sa construction, grandissant de plus en plus jusqu'à environ 78 cm de diamètre et 58 cm de profondeur au fur et à mesure qu'il est réutilisé. Le fond du nid est tapissé de feuilles vertes et de fourrure douce, parfois d'herbes ou de bouse de vache. Il est généralement situé dans la canopée d'un arbre isolé ou exposé en rase campagne, à 5-20 m ou plus au-dessus du sol. Ces élanions peuvent aussi utiliser de vieux nids de Cassicans flûteurs (Gymnorhina tibicen), de corneilles ou de corbeaux.

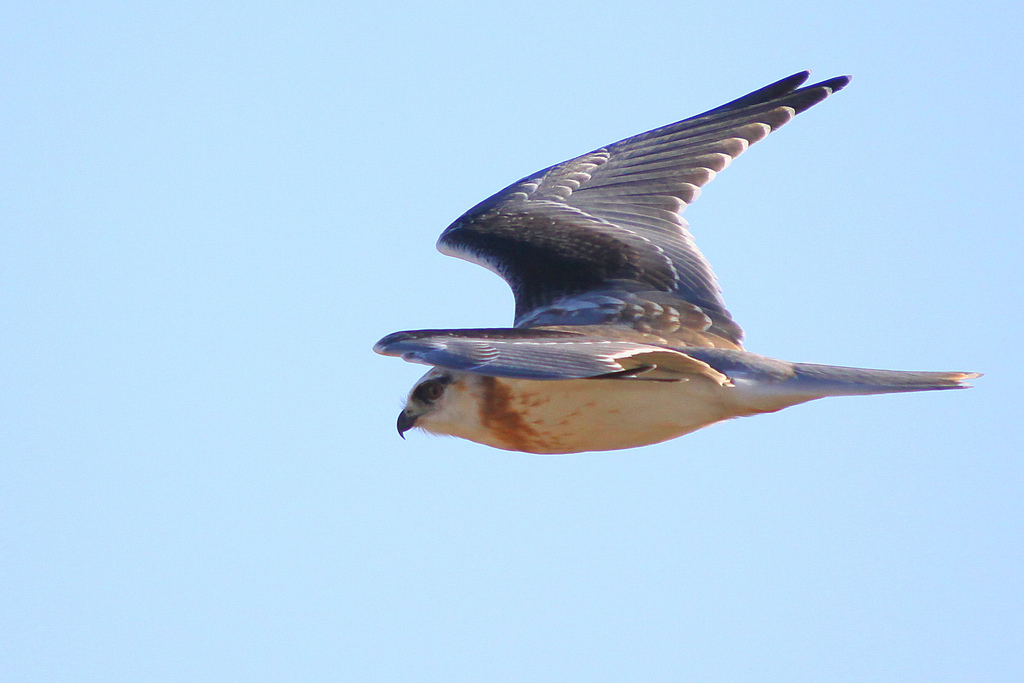
Individu immature, reconnaissable aux teintes chamois maculant le blanc de sa poitrine et aux extrémités blanchâtres des plumes des ailes.

Les femelles effectuent l'essentiel du soin aux œufs et aux oisillons, mais les mâles prennent également part dans une moindre mesure à l'incubation et à l'élevage des jeunes. La ponte compte trois à quatre œufs blancs ternes d'une forme ovale et conique mesurant 42 × 31 mm et tachés de rouge-brun, souvent davantage autour de la plus grosse extrémité de l'œuf. La femelle couve les œufs pendant 30 jours. Les poussins sont nidicoles, mais ont déjà un duvet recouvrant leur corps à l'éclosion. La femelle couve les poussins constamment, de jour comme de nuit, pendant les deux premières semaines. Elle ne chasse pas du tout pendant les trois premières semaines après l'éclosion, mais, depuis le nid, elle appelle le mâle, qui répond généralement en rapportant de la nourriture. La femelle nourrit les poussins avec les souris ramenées au nid par son partenaire, les découpant en petits morceaux la première semaine ou les deux premières, avant que les poussins deviennent capables d'avaler une souris entière. Les oisillons restent au nid environ 36 jours, et les jeunes restent avec leurs parents après leur premier envol pendant au moins 36 jours, ces derniers continuant de les alimenter en se relayant pendant 22 jours au moins. Des plumes noires commencent à apparaître le long des ailes des poussins quand ils sont âgés d'une quinzaine de jours, et ils sont entièrement prêts à voler au bout de cinq semaines. Dans la semaine qui suit la sortie du nid, les jeunes oiseaux sont capables de chasser les souris par eux-mêmes. Les juvéniles se dispersent largement, pouvant coloniser des territoires distants de 1 000 km de leur site de naissance.

## Distribution et habitat

L'Élanion d'Australie se rencontre partout en Australie.

Bien que l'oiseau soit signalé dans toute l'Australie, il vit surtout dans les régions cultivées du sud-est et du sud-ouest du pays et dans le sud-est du Queensland. Il est rare dans les régions désertiques et seuls quelques individus erratiques se retrouvent dans le nord de la Tasmanie ou dans les îles du détroit de Torres et du détroit de Bass. Sur le territoire australien, il est commun à rare selon les endroits, se trouvant dans tous les coins touchés par la pluie ou les crues. Dans le sud-ouest du continent, il est maintenant l'un des rapaces des plus communs de la Wheatbelt.
L'Élanion d'Australie est sédentaire ou se déplace pour suivre les ressources alimentaires. La plus grande distance parcourue par un Élanion d'Australie connue par capture-marquage-recapture est le cas d'un oiseau s'étant déplacé de l'Australie-Méridionale jusqu'à l'est de la Nouvelle-Galles du Sud, soit une distance de 1 000 km. Les effectifs fluctuent au cours des sécheresses et des inondations, et peuvent s'accroître fortement dans le cas d'une augmentation soudaine des populations de souris.
Il vit parfois en forêt mais préfère largement les prairies. Il privilégie les espaces ouverts avec des groupes épars d'arbres ou les cours d'eau bordés d'arbres serpentant à travers la campagne. Dans les zones urbaines, il vit en périphérie des villes sur les terres en friche ou les terrains irrégulièrement fauchés. Il chasse également sur les dunes côtières, dans les marécages secs et sur les terres agricoles. L'Élanion d'Australie est également souvent vu chasser sur les accotements herbeux des routes.

## Taxinomie et systématique
L'Élanion d'Australie est décrit en 1802 par l'ornithologue britannique John Latham sous le protonyme de Falco axillaris. La dénomination spécifique d'Elanus axillaris dérive du mot latin axilla (« aisselle ») et vient des « épaules » noires de l'oiseau ; aucune sous-espèce n'est distinguée,. Le genre Elanus vers lequel il est par la suite déplacé est créé par le zoologiste français Jules-César Savigny en 1809, et les quatre espèces le composant ont des plumages et des tailles comparables. En 1851, le zoologiste britannique Edward Blyth décrit les Elaninae, une sous-famille des Accipitridés regroupant les « milans aux griffes lisses » (smooth-clawed kites en anglais). Ces oiseaux sont cependant parfois simplement placés parmi les Accipitrinae, sous-famille plus large décrite par l'ornithologue français Louis Jean Pierre Vieillot en 1816. Une proposition taxinomique fondée sur des études ADN a recommandé la séparation des élanions du genre Elanus comme une famille distincte (celles des Elanidae) ; une étude de 2004 de séquences d'ADN du cytochrome b montre que ces oiseaux ont divergé des autres Accipitridés avant même les balbuzards (Pandion sp.), lesquels bénéficient de leur propre famille.

## Menaces et protection
Cet élanion a dans l'ensemble bénéficié de l'occupation européenne de l'Australie ; le défrichement et l'irrigation pour l'agriculture, la récolte et le stockage de céréales ont offert des conditions propices à des populations beaucoup plus importantes de souris. Selon le chercheur Stephen Debus, spécialiste des rapaces, cette espèce n'a pas souffert d'amincissement des coquilles pendant la période d'utilisation du DDT en Australie, mais il est possible qu'un empoisonnement secondaire ait pu survenir à partir des rodenticides utilisés pendant les pullulations de souris ou de pesticides utilisés pendant les invasions acridiennes. Les populations d'Élanion d'Australie vivant dans les zones à fortes densités d'ovins et de lapins pourraient être en recul, ces animaux compactant le sol, réduisant ainsi l'habitat disponible pour les souris.
L'Élanion d'Australie bénéficie d'une vaste aire de répartition, de près de 7 650 000 km2, et d'une population en augmentation comptant plus de 100 000 individus ; pour ces raisons, l'espèce est considérée comme de « préoccupation mineure » par l'Union internationale pour la conservation de la nature.